# 洋河股份
江苏洋河酒厂股份有限公司，即苏酒集团（深交所：002304），位于江苏古镇洋河，生产与销售洋河、双沟系列白酒。其股份自2009年11月8日於深圳證券交易所上市。
目前旗下有三个子公司：洋河酒厂、双沟酒厂、苏酒实业，苏酒实业为集团全国统一营销平台。

## 历史
- 1949年在裕源、祥泰、逢泰、广泉聚等几家私人酿酒作坊的基础上建立。
- 2002年酒厂改制为江苏洋河酒厂股份有限公司。
- 2009年11月6日公司股票於深圳證券交易所上市。
- 2010年收购江苏双沟集团有限公司，苏酒集团宣告成立。
- 2013年收购湖北梨花村酒业。[1]
- 2013年收购湖南汨罗春酒业、哈尔滨宾州酿酒厂。[1]
- 2016年收购贵州贵酒。[1]

## 主要产品
- 洋河大曲
- 海之蓝
- 天之蓝
- 梦之蓝

## 外部連結
- 江蘇洋河酒廠股份有限公司
- 洋河网企业频道江苏洋河酒厂股份有限公司 （页面存档备份，存于）